# Dačice (nový zámek)
Nový dačický zámek stojí na křižovatce Havlíčkova náměstí a Hradecké ulice v Dačicích. Dnes se v jeho prostorách nachází prohlídková trasa autenticky zařízenými interiéry a Městské muzeum a galerie Dačice. Je památkově chráněn, v roce 2001 byl prohlášen národní kulturní památkou. Je ve vlastnictví státu (správu zajišťuje Národní památkový ústav) a je přístupný veřejnosti.

## Historie

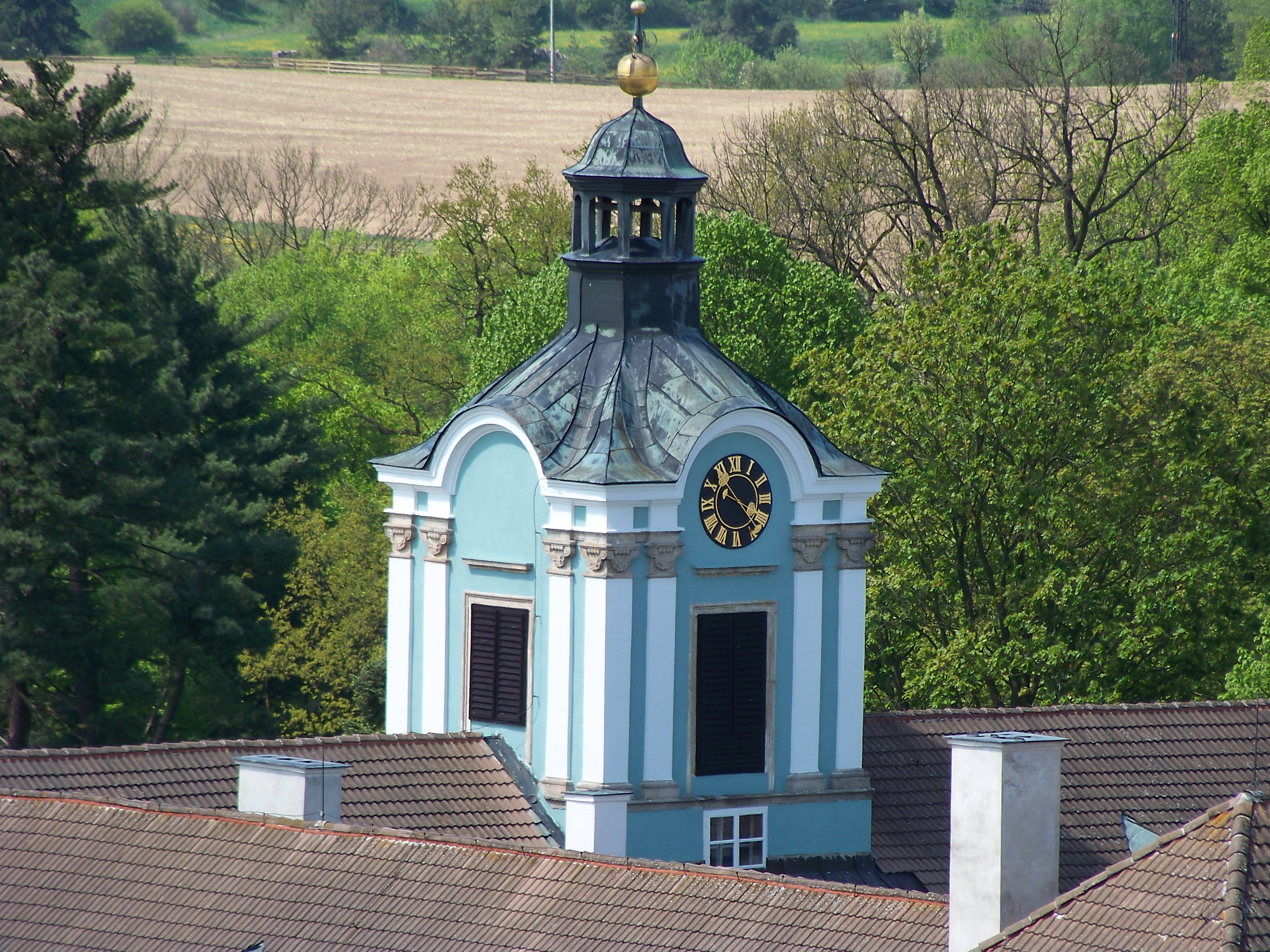
Věžička zámku

Zámek byl vystavěn Oldřichem Krajířem z Krajku krátce před rokem 1591, kdy je uváděn jako novostavba, v renesančním stylu. Autorem stavby byl italský stavitel Francesco Garof de Bissone. Po roce 1610 za Viléma Dubského z Třebomyslic byla připojena či přestavěna boční a zadní křídla. V roce 1622 panství zakoupil Lev Burian Berka z Dubé, u něhož nemůžeme vyloučit, že nechal zámek upravit. Poté byl majitelem jeho syn Matyáš Ferdinand Berka z Dubé a po jeho předčasné smrti vedli příbuzní o dědictví dlouholetý soudní spor. Úpravy však můžeme vyloučit u dalších majitelů – Fürstenberků a Václava Vojtěcha z Vrbna a Bruntálu. V roce 1728 panství koupil hrabě Jindřich Karel z Osteinu, jenž nechal provést barokní přestavbu zámku. Autorem přestavby byl architekt Francesco Camelli, výzdobu provedl místní sochař Sebald Kölbl. V roce 1809 zámek zdědili Dalbergové, původem z Horního Porýní. Za Karla Antonína Maxmilián z Dalbergu prošel empírovou přestavbou, kterou provedl vídeňský architekt Riedl. Interiéry se empírových úprav dočkaly ve 30. letech 19. století architektem J. Schlepsem. Jako poslední se v roce 1909 za Friedricha z Dalbergu dočkalo úprav nádvoří. V jižním křídle pak vídeňský architekt Hans Prutscher vybudoval novobarokní zámeckou kapli. Stejný architekt stojí i za návrhem interiérů secesní knihovny. V roce 1940 zemřel poslední majitel z rodu Dalbergů, Johann z Dalbergu, a zámek na krátkou dobu získali Salmové (přesněji větev Salm-Salm). Těm byl v roce 1945 zestátněn a následně zpřístupněn veřejnosti. V letech 1990–1996 se dočkal rekonstrukce.

## Majitelé panství a zámku Dačice
1591–1610 Krajířové z Krajku:
- Oldřich, který zámek nechal postavit, zemřel roku 1600.
- Roku 1600 se stala dědičkou jeho sestra Kateřina, od roku 1598 vdova po Janovi z Lipé, později provdaná za Volfa Dětřicha z Althannu.
- 1610–1620 Vilém Dubský z Třebomyslic – 1. manželka Johanka Vranovská z Vranova, 2. manželka Zahrádecká ze Zahrádek. Dačice koupil za 106 000 zlatých od Kateřiny Krajířové.
- 1620–1622 jako pobělohorská konfiskace v majetku císaře Ferdinanda II.

1623–1644 Berkové z Dubé a Lipé:
- Lev Burian Berka z Dubé (zemřel roku 1626).
- V roce 1626 získal Dačice za 105 000 zlatých dědictvím syn Matyáš Ferdinand (zemřel roku 1644). Jeho matka Františka Hippolyta hraběnka von Fürstenberg odmítla vydat po smrti syna majetek druhé větvi Berků a předala jej svému synovci.

1644–1673 Fürstenbergové:
- Friedrich Rudolf hrabě z Fürstenbergu, synovec Františky Hippolyty (zemřel roku 1655).
- Od roku 1655 Maximilian Franz hrabě z Fürstenbergu, syn předchozího (mezitím probíhal soudní spor mezi Fürstenberky, kteří Dačice drželi, a Berky, kteří si činili nárok).

1673–1714 Berkové z Dubé a Lipé na základě rozhodnutí tribunálu v Brně:
- František Antonín Berka z Dubé (zemřel roku 1706).
- Od roku 1706 Františka Rosálie hraběnka Berková provdaná hraběnka Kinská, sestřenice předchozího (zemřela roku 1714).

1714–1728 Václav Albrecht Bruntálský z Vrbna (1659–1732) – nevlastní bratr Františky Rosálie Kinské, se souhlasem Fürstenberků její dědic; manželka Marie Augusta z Fürstenbergu.
1728–1809 Osteinové:
- Jindřich Karel hrabě z Osteinu (1693–1742), který koupil panství za 426 000 rýnských zlatých, 1. manželka Johanna Karolina von Berlepsch (1707–1737), 2. manželka Marie Klára z Eltz-Kempenichu (1720–1786)
- Od roku 1742 dědicové Heinricha Karla: dva nezletilí synové: Philipp Karl (1742–1766) a Karel Maxmilián (1735–1809).
- Od roku 1775 jediným majitelem Karel Maxmilián, manželka Ludovika Charlotta z Dalbergu (1739–1805)

1809–1940 Dalbergové:
- 1809 Bedřich Karel Antonín hrabě z Ostein-Dalbergu (1787–1814), dědic Karla Maxmiliána z Osteinu. Zemřel svobodný, bezdětný.
- Od roku 1814 dědicem bratr předchozího Karel Antonín Maxmilián svobodný pán z Dalbergu (1792–1859), manželka Marie Charlotta Sturmfeder z Oppenweileru (1791–1866).
- Od roku 1859 dědicem jejich jediný syn Friedrich Ferdinand von Dalberg (1822–1908), manželka Marie Kunigunda z Vittinghoff-Schellu (1827-1892).
- Od roku 1908 dědicem syn Fridrich Egbert (1863–1914), manželka Karolina z Raabu (1874–1935).
- Od roku 1914 po Friedrichově smrti dědila manželka a dva nezletilí synové Josef (1906–1929) a Johannes (1909–1940).
- Po roce 1935 jediným majitelem Johannes, jímž rod Dalbergů vymřel po meči.

1940–1945 František Karel ze Salm-Salmu (narozen 1917) – zdědil velkostatek se zámkem jako nejbližší příbuzný (syn Johannovy sestřenice Marie Anny z Dalbergu, provdané ze Salm-Salmu (1891–1979)).
V roce 1945 byl velkostatek zestátněn podle Benešových dekretů, zámek je nyní ve správě Národního památkového ústavu v Praze, územního odborného pracoviště v Českých Budějovicích.

## Dostupnost
| Rok  | Počet návštěvníků |
| ---- | ----------------- |
| 2005 | 12 230            |
| 2006 | 11 165            |
| 2007 | 14 347            |
| 2008 | 11 837            |
| 2009 | 11 096            |
| 2010 | 11 310            |
| 2011 | 11 247            |
| 2012 | 13 291            |
| 2013 | 11 091            |
| 2014 | 12 053            |
| 2015 | 14 547            |
| 2016 | 13 862            |
| 2017 | 13 015            |
| 2018 | 14 195            |
| 2019 | 12 675            |
| 2020 | 10 524            |
| 2021 | 9 187             |
| 2022 | 9 885             |
| 2023 | 10 769            |
| 2024 | 11 079            |

Bezprostřední okolí zámku a zámeckého parku je pro turisty i cyklisty snadno dostupné. Před zámkem vede silnice II/151 od Hostkovic na Borek. Pěší turisty sem přivádí červeně značená turistická trasa od Borku na Lidéřovice a žlutá značka na Toužín a okrajem zámeckého parku prochází trasa NS Okolím Dačic. Cykloturisty k zámku dovedou cyklotrasy 1006 (na Urbaneč) a 1242 (na Lidéřovice).

## Galerie

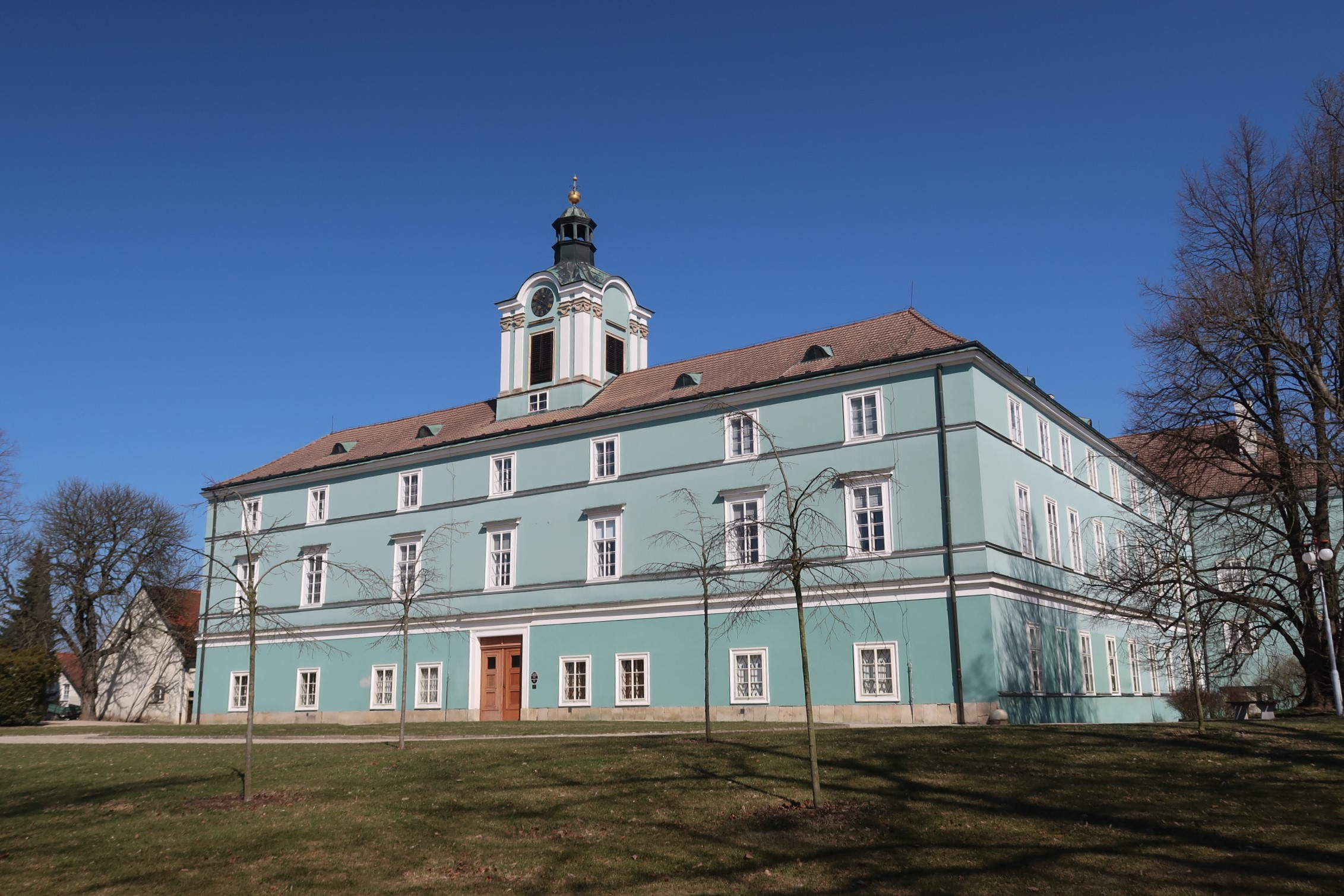
Nový zámek pohledem z parku
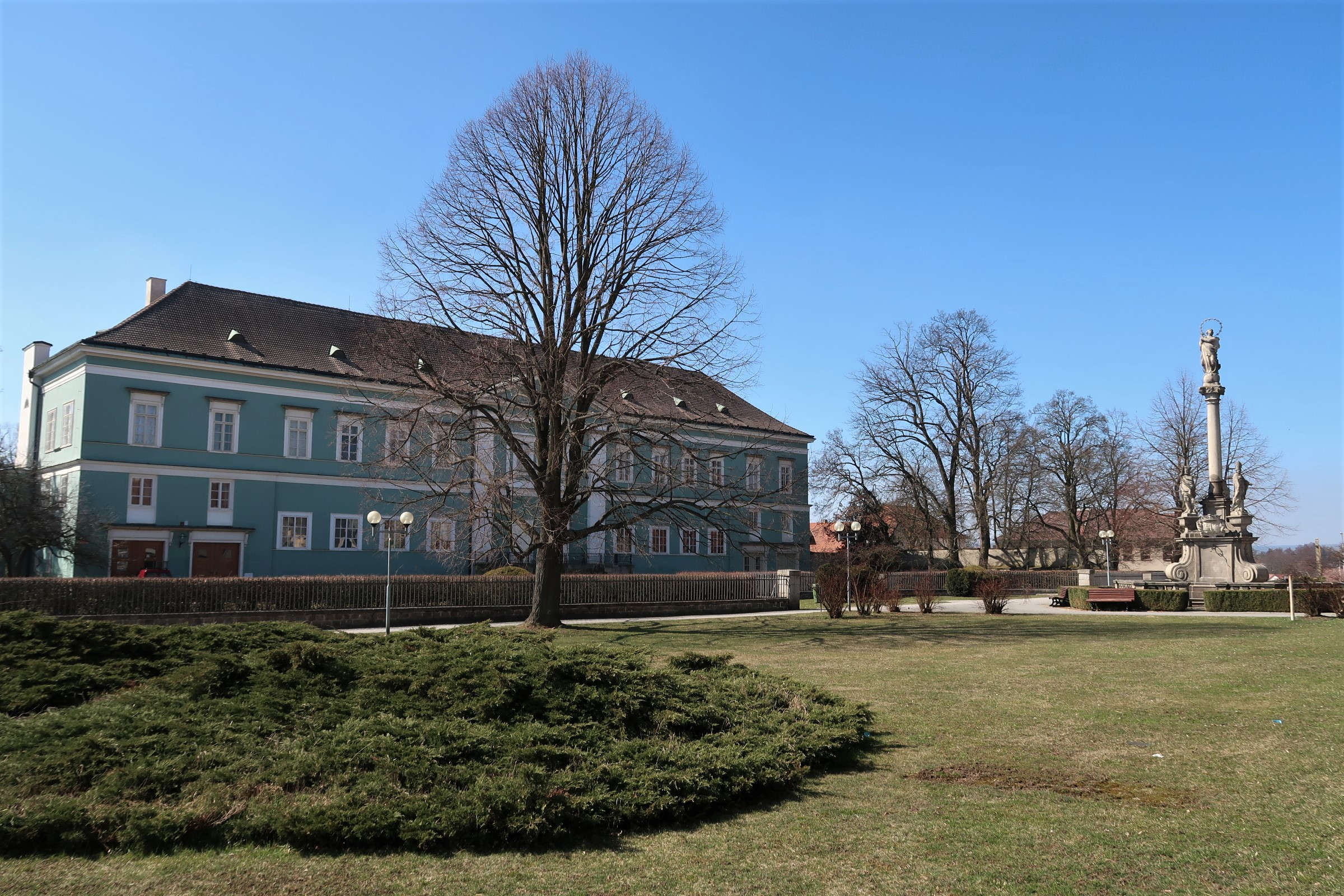
Nový zámek pohledem z Havlíčkova náměstí
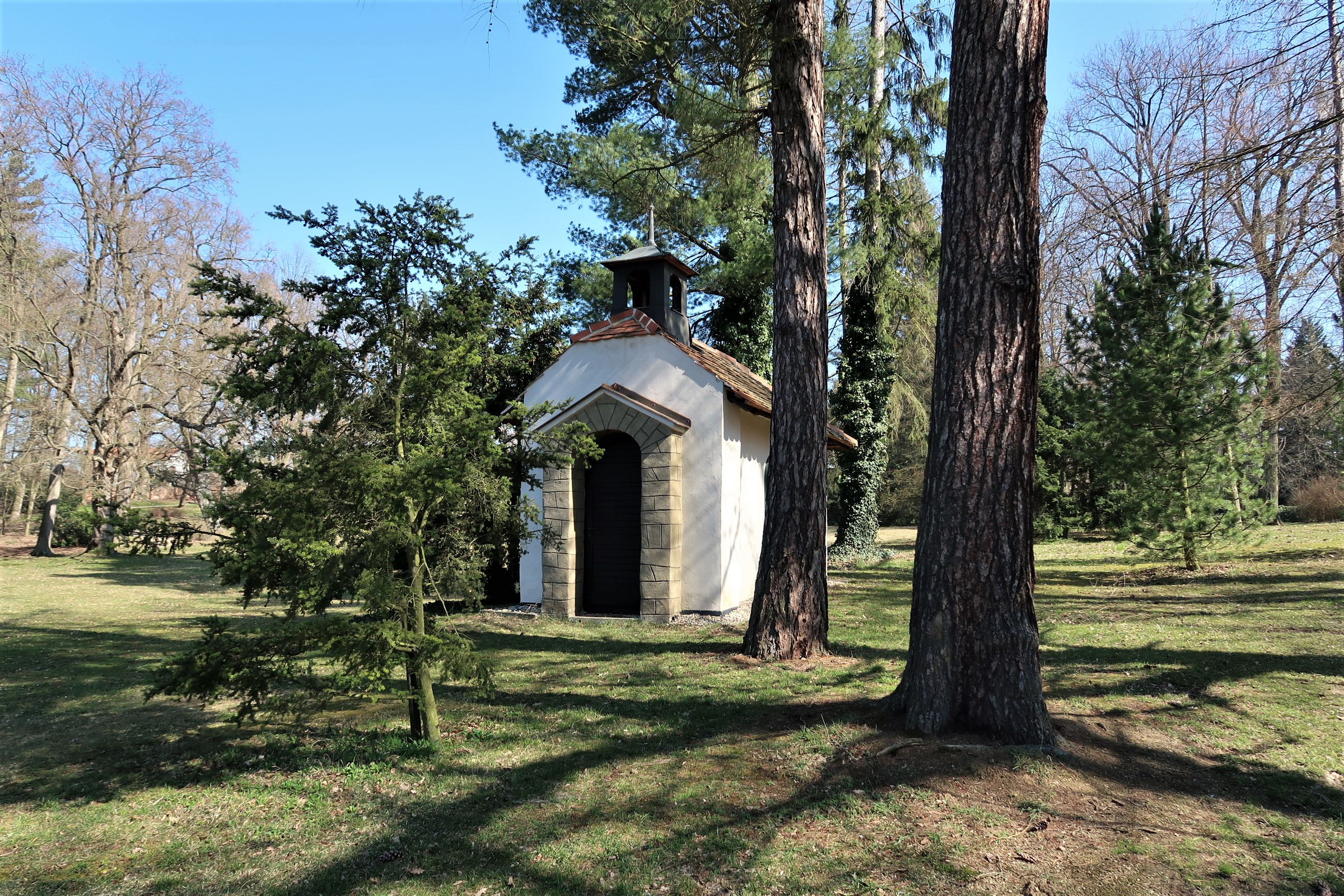
Kaplička v zámeckém parku
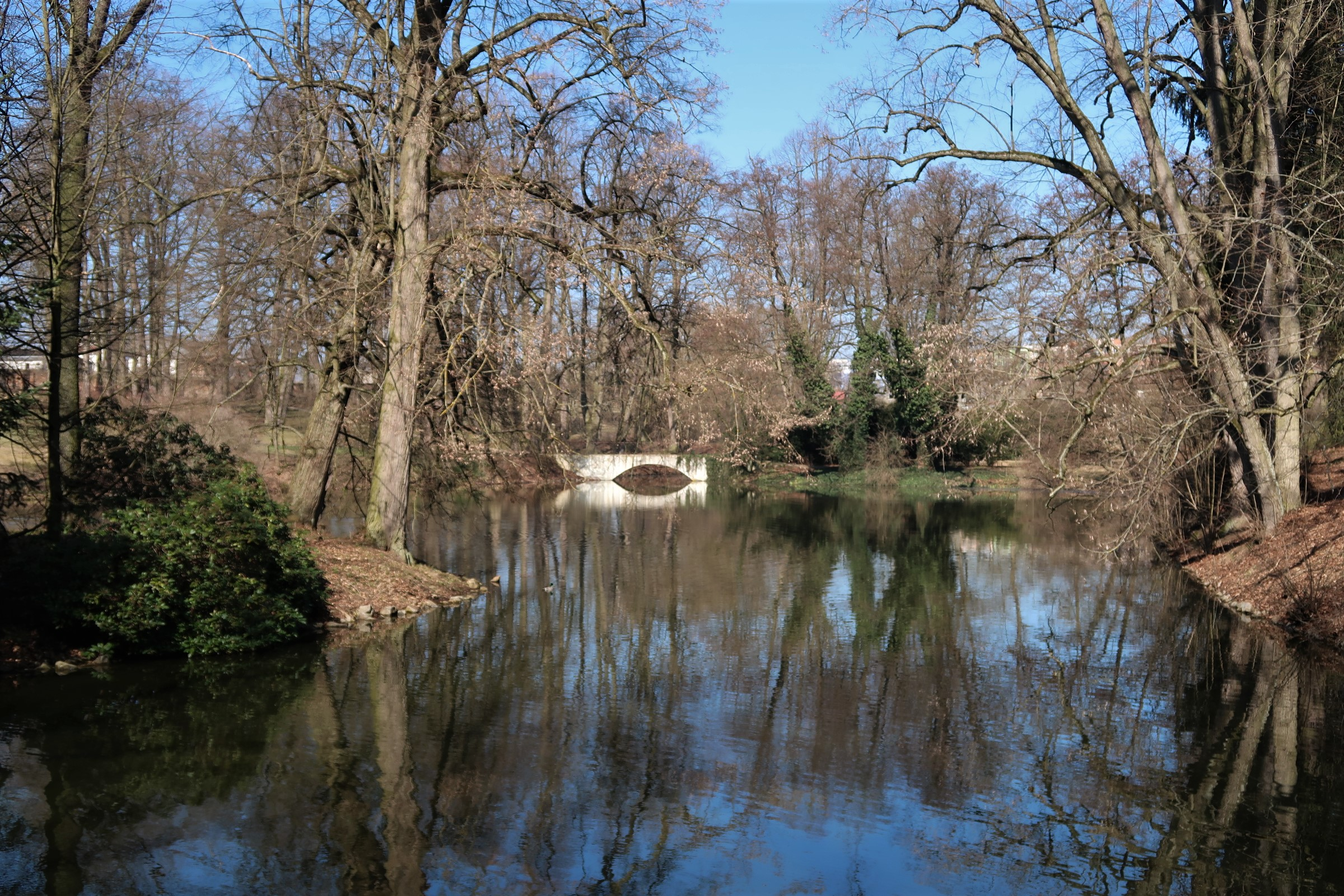
Dalbergův rybník v zámeckém parku
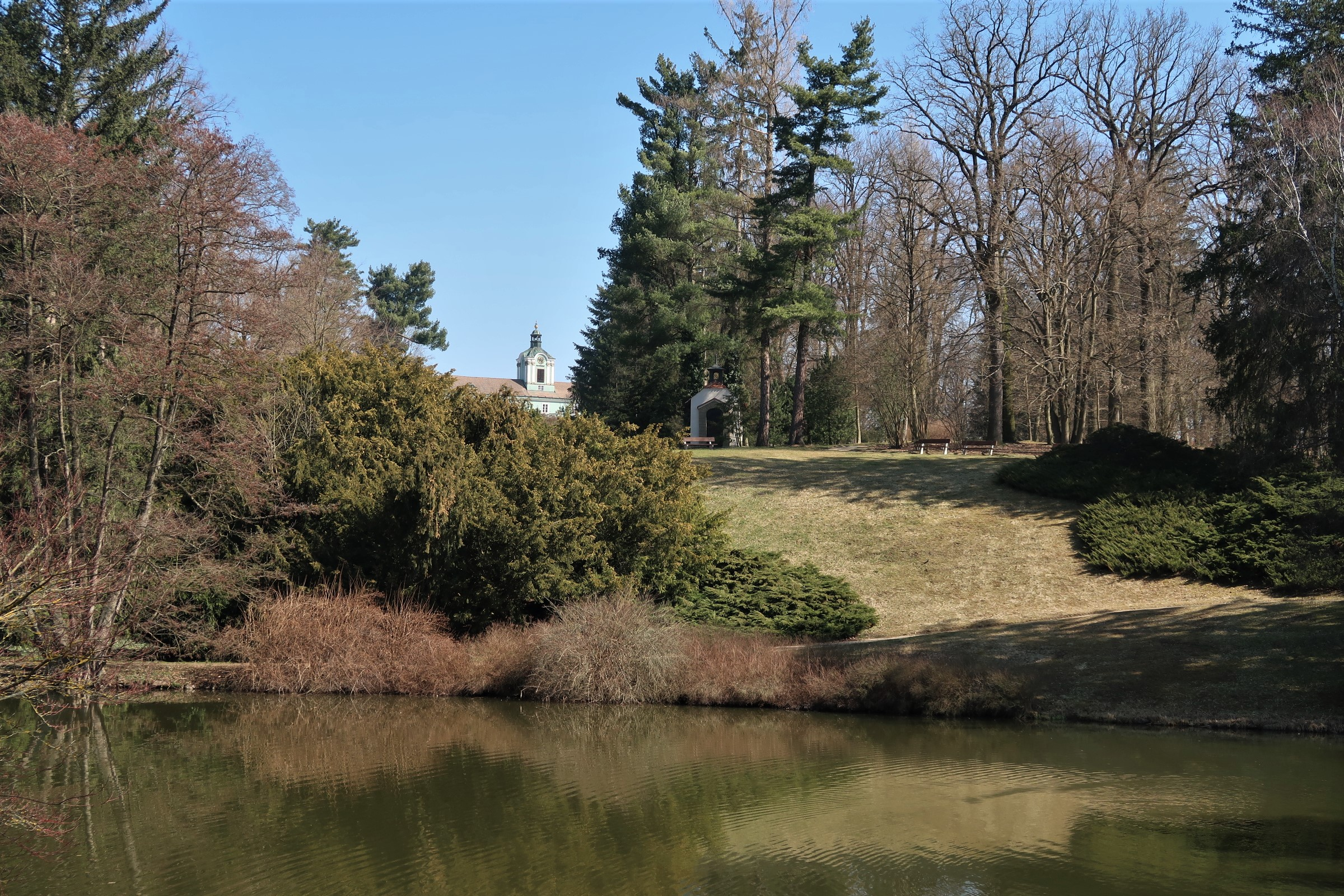
Pohled na zámek z parku přes Dalbergův rybník